# Fanda Mrázek
Fanda Mrázek, rodným jménem František Mrázek (22. srpna 1903 Smíchov – 13. října 1970 Praha) byl český herec-komik, písničkář, textař, libretista, spisovatel a zpěvák, jehož velká popularita vrcholila ve 30. letech. 20. století.

## Život
Byl vyučený tiskař a zpočátku také toto povolání vykonával v uměleckém závodě Jana Štence, nicméně už tehdy při svém zaměstnání vystupoval amatérsky nebo poloprofesionálně v různých pražských zábavních podnicích. Na počátku 20. let se plně zprofesionalizoval a po krátkém působení v Ostravě již natrvalo zakotvil v Praze.
Byl třikrát ženatý, z prvního manželství uzavřeného v roce 1930, s Annou Chramostovou, pocházel jeho syn František Mrázek (1931), druhé manželství uzavřel v roce 1951, s Dagmar (Grétou) Jechurovou, která byla o 27 let mladší, a měli spolu syna. Později se oženil s tanečnicí Evou Damajovou.
Šlo o velmi známého operetního, kabaretního a estrádního umělce, který často vystupoval zejména v bulvárně laděných operetách, muzikálových revuích a kabaretních skečích. Vyznačoval se svéráznou jadrnou lidovou dikcí i velmi osobitým přímočaře laděným plebejským humorem.
Své uplatnění našel i v československém filmu, významnější filmové role získal před 2. světovou válkou v dobách své největší popularity, ve většině předválečných filmů i zpíval. Mezi jeho největší filmové role té doby patří postava detektiva Ferdinanda Brázdy z hudební komedie Pepina Rejholcová z roku 1932. Další velkou filmovou roli pak ztvárnil ve veselohře Strýček z Ameriky z roku 1933. Oba snímky ale nebyly dobře přijaty tehdejší dobovou filmovou kritikou.
Během 2. světové války ve filmu prakticky téměř vůbec nevystupoval, po 2. světové válce se ale jednalo pouze a výhradně o role malé či epizodní.
U filmu začínal ještě na konci éry němého filmu v roce 1930 ve snímku Černý plamen (film byl dodatečně ozvučen – zde poprvé také zpíval) režiséra Miroslava Josefa Krňanského.
Svoji poslední filmovou roli ztvárnil v roce 1959 ve snímku Pět z milionu, zahrál si i v prvním československém
televizním seriálu Rodina Bláhova. Během svého života vystupovat zhruba v 60 hraných filmech a 1 televizním seriálu, zahrál si v několika rozhlasových hrách. Mnoho jeho písniček bylo vydáno na gramofonových deskách. Jde o autora dvou románů.

## Působiště
- kabaret Montmartre
- Tylovo divadlo (1922–1924)
- Švandovo divadlo (1924–1925)
- smíchovská Aréna (1925–1934)
- Malá opereta
- kabaret Modrý velbloud (1934–1935) – jeho vlastní podnik
- karlínské Divadlo Varieté (1935–1936)
- Tylovo divadlo v Nuslích (dnešní Divadlo Na Fidlovačce) později přejmenováno na Hudební divadlo v Nuslích (1936 – 1962)
- časté účinkování na zájezdových estrádách

## Diskografie

### CD disky
- 2005 Fando, ty kluku zlatej

## Známé písničky
- Bramborové placky
- Houby
- Hledám děvče

## Rozhlasové hry
- Podruhé na světě
- Polibek Čanity

## Operetní libreta
- Brandejští dragouni
- Hladový milionář

## Zajímavosti
Zahrál si i ve vůbec prvním československém televizním seriálu Rodina Bláhova. Hrál ve filmu Dobrý voják Švejk (harmonikář) a v jeho pokračování Poslušně hlásím (závodčí v Putimi).

## Literární tvorba
- Šťastný člověk – román
- Bída je pes – román
- dvě knížky vzpomínek (pouze rukopisy v pozůstalosti)
- povídky a jiné drobné literární útvary uveřejňované v novinách a časopisech